# Provincia de Buenaventura (Cauca)
La provincia de Buenaventura fue una de las provincias del Estado Soberano del Cauca y del Departamento del Cauca (Colombia). Fue creada por medio de la ley del 15 de junio de 1857 y ratificada por medio de la ley 81 del 11 de octubre de 1859, a partir del territorio de la provincia neogranadina de Buenaventura. Tuvo por cabecera a la ciudad de Buenaventura. La provincia comprendía el territorio de la actual región vallecaucana del Occidente y la región caucana del Occidente.

## Geografía

### Límites
La provincia de Buenaventura en 1859 limitaba al sur con las provincias de Barbacoas y Popayán; al oriente con la cima de la cordillera Occidental hasta las cabeceras del Anchicayá, de allí al río Dagua por la cadena de montes que divide las aguas del río Pepita con los que van al riachuelo de Sombrerillos y atravesando el Dagua en este punto a tomar el ramo de cordillera que divide las aguas del Dagua con el Calima hasta su conclusión en el arrastradero del Guineo, y de allí al océano Pacífico en la última boca oriental del delta del San Juan; al sudoeste las riberas del océano hasta los límites de Barbacoas, comprendidas las islas de Palmas, Gorgona, Gorgonilla y las demás que formaban los deltas de los ríos Anchicayá, Raposo, Cajambre, Yurumanguí, Naya, Micai, Saria, Timbiquí y Guapi.

### División territorial
En 1876 la provincia comprendía los distritos de Buenaventura (capital), Anchicayá, Cajambre, Calima, Guapi, Micay, Naya y Timbiquí.
En 1905 la provincia comprendía los distritos de Buenaventura (capital), Anchicayá, Centro, Micay, Naya y Timbiquí.